# Mike Schuler
Pour les articles homonymes, voir Schuler.
Mike Schuler, né le 22 septembre 1940 à Portsmouth, Ohio et mort le 28 juin 2022, est un ancien entraîneur en chef de National Basketball Association. Il a été entraineur adjoint des Milwaukee Bucks. Il a entrainé les Portland Trail Blazers de 1986 à 1989 et les Los Angeles Clippers de 1990 à 1992. Il compile un bilan de 179 victoires-159 défaites.

## Biographie
Lors de sa première saison comme entraineur des Trail Blazers, Schuler mena l'équipe à un bilan de 49 victoires-33 défaites, remportant le trophée de NBA Coach of the Year en 1987. Il poursuivit par une saison à 53 victoires-29 défaites; mais ces deux saisons se terminèrent par des échecs au premier tour des playoffs. Lors de sa troisième saison avec les Blazers, l'équipe fut perturbée par des dissensions et termina avec un bilan de 39 victoires-43 défaites; Schuler fut limogé durant la deuxième partie de la saison. L'entraineur adjoint Rick Adelman fut alors promu pour le remplacer en intérim. Lors de l'inter-saison, Adelman fut définitivement intronisé au poste d'entraineur en chef.
En parallèle de ses performances d'entraîneur, on se souvient de Schuler pour être tombé de sa chaise lors de sa première conférence de presse l'intronisant comme entraîneur des Trail Blazers.